# Angelika Loderer
Angelika Loderer (* 1984 in Feldbach) ist eine österreichische Bildhauerin.

## Leben und Wirken
Angelika Loderer studierte von 2006 bis 2011 an der Universität für angewandte Kunst Wien Bildhauerei bei Erwin Wurm und zusätzlich Sportwissenschaften in Graz. Nach ihrem Studium verbrachte sie Studienaufenthalte am Hendrix College, Arkansas von 2006 bis 2007 und am Wimbledon College of Arts 2009. Ein Artist-in-Residence-Programm führte sie 2017 nach Mexiko. Dort leitete sie einen Workshop für zeitgenössische Bildhauerei an der La Esmeralda, der Schule für Malerei, Bildhauerei und Gravierkunst. Ihre Werke stellte sie anschließend im Quinto Piso in Mexiko-Stadt aus.
Angelika Loderer schafft vorwiegend Skulpturen. Sie experimentiert mit verschiedensten Materialien, wie Sand, Gips, Wachs, Aluminium oder Bronze, Materialien, die sie für ihre Werke gießt, presst oder schichtet. Viele ihrer Kunstwerke sind vergänglich, bleiben nur in der Dokumentation. Andere bleiben als bildhauerische Arbeiten bestehen, indem sie zum Beispiel von Tieren gebaute Gänge und Höhlen mit flüssigem Material ausgießt und so neue Skulpturen schafft. Ein Interesse der Künstlerin gilt der Natur und dem Boden.
Ihre Arbeiten präsentierte sie in der Secession in Wien, im Grazer, Salzburger und Dortmunder Kunstverein. Sie beteiligte sich an Gruppenausstellungen im Museum der Moderne Salzburg, im Belvedere 21 und im Kunstraum Innsbruck. 2018 nahm Angelika Loderer an den Kunstmessen viennacontemporary und abc – art berlin contemporary teil. 2016 wurde sie mit dem Dagmar Chobot Skulpturenpreis ausgezeichnet, 2017 und 2018 wurde sie für den Kapsch Contemporary Art Prize nominiert und 2019 erhielt sie den Kardinal-König-Kunstpreis.
Werke von Angelika Loderer befinden sich in privaten und öffentlichen Sammlungen, unter anderem in der Artothek des Bundes, den Sammlungen des Belvederes, der Albertina und des MAK in Wien, im Museum der Moderne in Salzburg, im Lentos Kunstmuseum Linz und im Kunsthaus Bregenz.
Die Künstlerin lebt und arbeitet in Wien.

## Ausstellungen (Auswahl)
- 2011 Chronicle of the Ephemeral, Graz
- 2015 Coming in pieces, Dortmunder Kunstverein, Dortmund
- 2016 Animate, Salzburger Kunstverein, Salzburg
- 2017 Secession Wien[6][7]
- 2017 Quinto Piso, Mexiko
- 2018 Poems to Gates, Grazer Kunstverein, Graz[8]
- 2022 Marshlands, Galerie Sophie Tappeiner, Wien
- 2023 Phantoms, Contemporary Fine Arts, Berlin
- 2024 Soil Fictions, Belvedere 21, Wien[9]
- 2024: 20 Jahre SAMMLUNG VERBUND, Albertina, Wien[10]

## Monografie
- 2017 Pleurotus Ostreatus 70. Secession, Verlag Revolver Publishing, Berlin, ISBN 978-3-95763-377-4

## Auszeichnungen
- 2016 Dagmar Chobot Skulpturenpreis
- 2019 Kardinal-König-Kunstpreis[11]